# Olli-Poika Parviainen
Olli-Poika Parviainen, född 20 september 1980 i Raumo, är en finländsk politiker (Gröna förbundet). Han är ledamot av Finlands riksdag sedan 2015. År 2016 avlade han masterexamen vid Tammerfors universitet.
Parviainen blev invald i riksdagsvalet 2015 med 4 437 röster från Birkalands valkrets.